# Banque des Légions tchécoslovaques
La Banque des Légions tchécoslovaques (Legiobanka) était une banque opérant sur le territoire de la Tchécoslovaquie des années 1919 à 1955. Elle était basée dans un bâtiment rondocubiste unique de l'architecte Josef Gočár à Prague.

## BâtimentLegiobanka

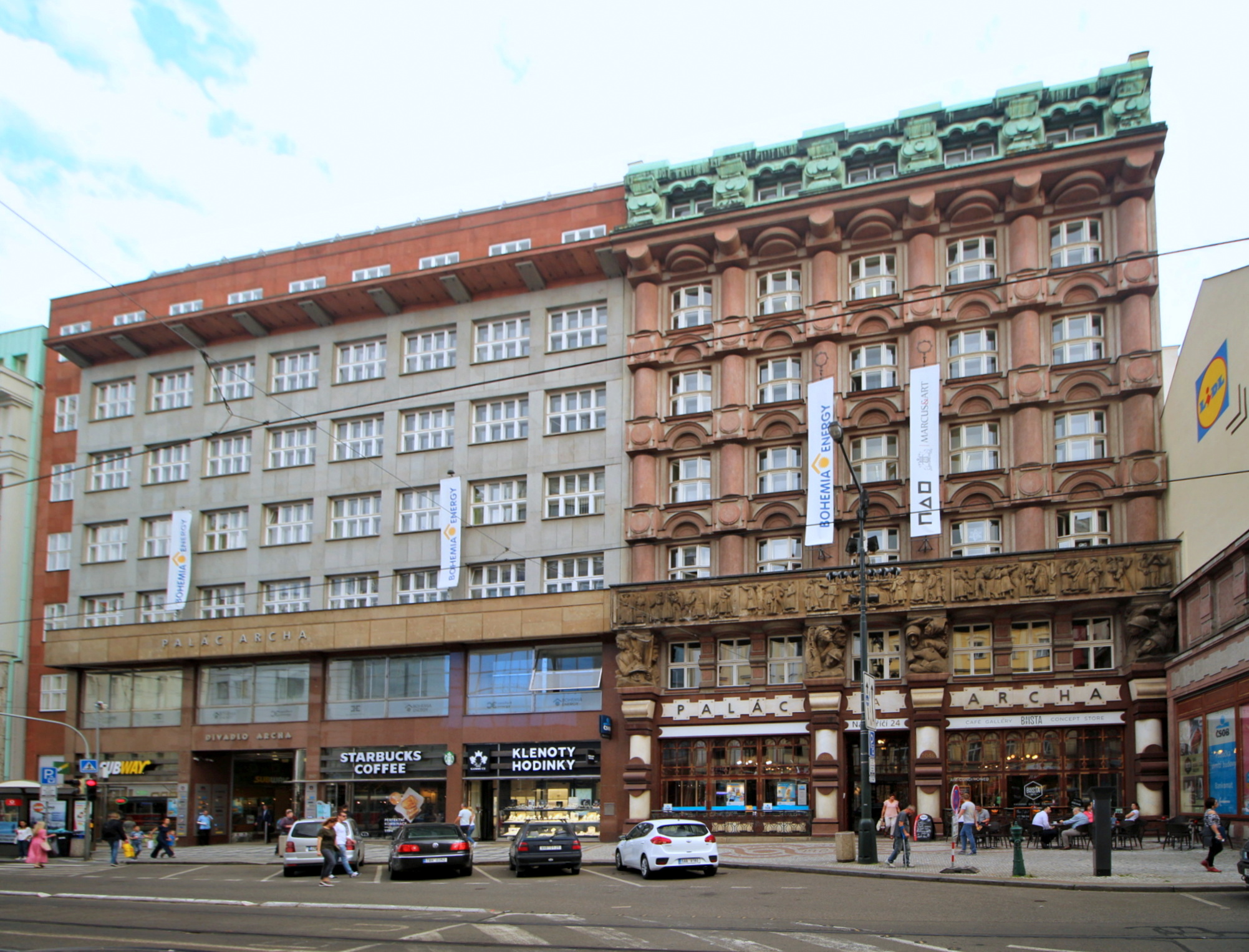
Nouveau et ancien palais Archa

Le bâtiment de la Banque des Légions tchécoslovaques, ou simplement Legiobanka, est unique par son architecture, également appelée « style Legiobanka ». Il a été conçu par l'architecte Josef Gočár et construit en 1921-1923 dans le style du rondocubisme. Il est protégé en tant que monument culturel.

## Banque

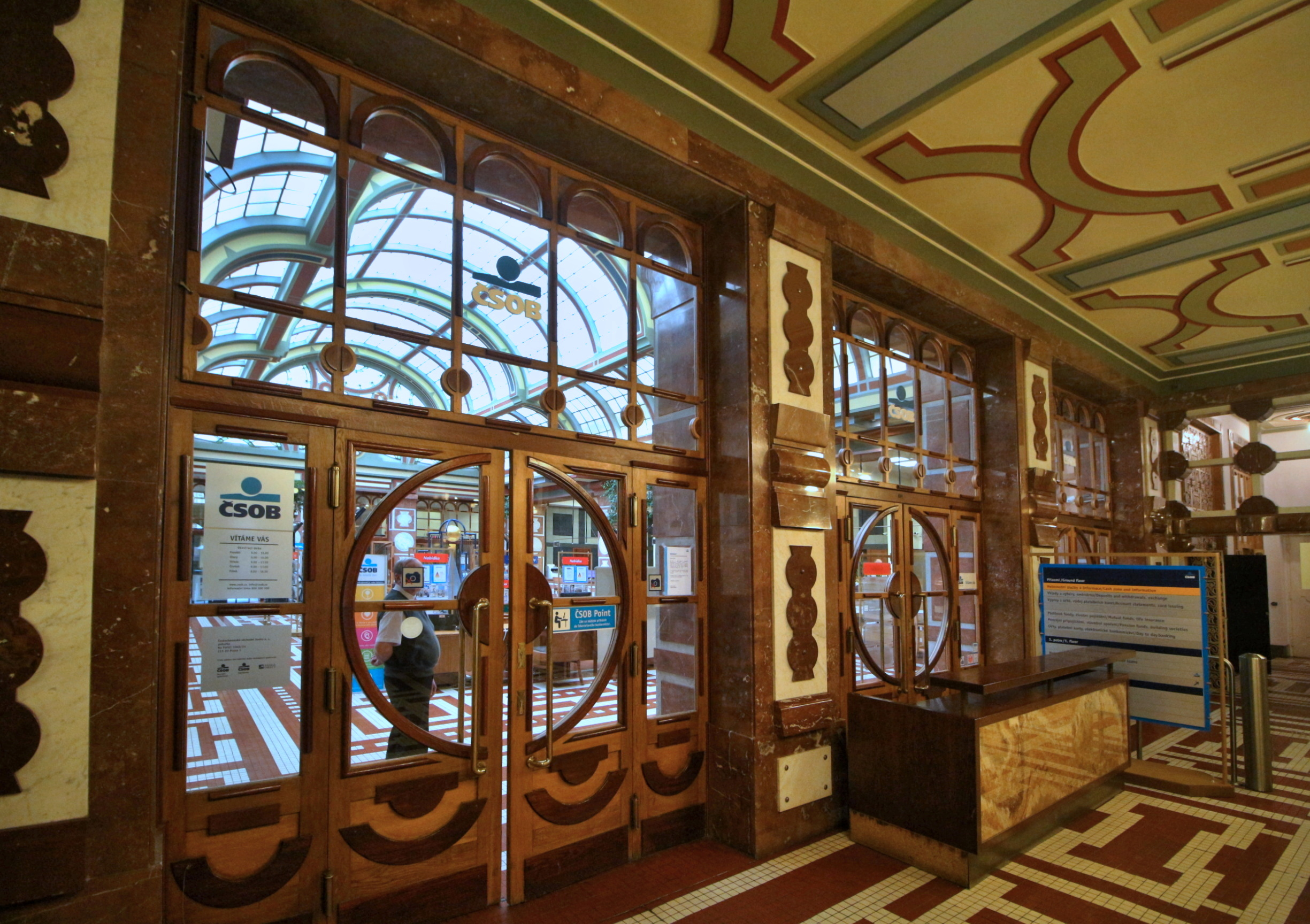
Banque, décoration intérieure conçue par František Kysela.

La Banque des Légions tchécoslovaques a été créée à l'automne 1919 dans la ville russe d'Irkoutsk,  par la décision des dirigeants des légions tchécoslovaques d'établir un centre financier et économique des légions. Le prédécesseur de cette banque est l'ancienne caisse d'épargne militaire, également établie en Russie.
Pendant la Première République tchécoslovaque, la banque était connue principalement sous le nom de Legiobanka. À l'époque, c'était une banque des classes moyennes tchécoslovaques. Plus tard, la banque fusionnera avec d'autres établissements, et l'actuelle Banque UniCredit de République tchèque (anciennement Živnostenská banka) peut ainsi être considérée comme le successeur direct de la banque.

## Succursales et employés
- Conseil de surveillance : l'écrivain Josef Kudela était également membre du Conseil de surveillance avant la Seconde Guerre mondiale
- Brno : le bâtiment Legiobanka était établi, à la fin de la Seconde Guerre mondiale, rue Běhounská, et est devenue le siège du KV KSČ Brno
- Liberec : dans les années 1945-1947, l'écrivain Karel Fabián a travaillé ici en tant que directeur adjoint officiel
- Prague : le bâtiment Legiobanka a été construit en 1921-1923 et est devenu un monument culturel.